# 本質的スペクトル
数学の分野において、ある有界作用素の本質的スペクトル（ほんしつてきスペクトル、英: essential spectrum）とは、そのスペクトルのある部分集合であり、大雑把に言うと、「可逆であることにひどく失敗した」タイプの条件によって定義されるものである。

## 自己共役作用素の本質的スペクトル
以下の正式な定義において、X はヒルベルト空間とし、T は X 上の有界自己共役作用素とする。

### 定義
通常 σess(T) と記述される T の本質的スペクトルは、
{\displaystyle \lambda \,I-T}
がフレドホルム作用素でないような全ての複素数 λ の集合として定義される。
ここで、ある作用素がフレドホルムであるとは、その値域が閉で、その核と余核が有限次元であるようなもののことを言う。また、I は X 上の恒等作用素を表し、したがって X 内の全ての x に対して I(x) = x が成立する。

### 性質
本質的スペクトルは常に閉集合であり、スペクトルの部分集合である。T は自己共役であるため、そのスペクトルは実軸上に含まれる。
本質的スペクトルは、コンパクトな摂動に対して不変である。すなわち、K を X 上のコンパクト作用素としたとき、T の本質的スペクトルと、T + K の本質的スペクトルは一致する。この事実は、なぜ本質的スペクトルと呼ばれるかという問いに答えるものである。もともと、ワイル (1910) はある微分作用素の本質的スペクトルを、境界条件に依存しないスペクトルとして定義していた。
本質的スペクトルに対する「ワイルの条件」とは、次のようなものである。はじめに、ある数 λ が T のスペクトルに属するための必要十分条件は、||ψk|| = 1 および
{\displaystyle \lim _{k\to \infty }\left\|T\psi _{k}-\lambda \psi _{k}\right\|=0}
を満たすようなある列 {ψk} が存在することであるとされる。さらにその λ が本質的スペクトルであるとは、上の条件を満たすような列が存在するが、それは収束する部分列を含まないことを言う。例えば、{\displaystyle \{\psi _{k}\}} が正規直交列である場合などが考えられ、そのような列は特異列（singular sequence）と呼ばれる。

### 離散スペクトル
本質的スペクトルはスペクトル σ の部分集合であり、その補集合は離散スペクトルと呼ばれる。すなわち、
{\displaystyle \sigma _{\mathrm {discr} }(T)=\sigma (T)\setminus \sigma _{\mathrm {ess} }(T).}
が成立する。
ある数 λ が離散スペクトルに含まれるとは、それが重複度有限の孤立固有値であることを言う。それはすなわち、空間
{\displaystyle \{\psi \in X:T\psi =\lambda \psi \}}
の次元が有限であるが非ゼロであること、および μ ∈ σ(T) かつ |μ−λ| < ε であるならば μ と λ が等しいようなある ε > 0 が存在することを意味する。

## 一般的な有界作用素の本質的スペクトル
一般の場合、X はバナッハ空間で、T は X 上の有界作用素を表すものとする。様々な文献において、本質的スペクトルの異なる定義が与えられており、それらは同値ではない。
1. 第1の本質的スペクトル σess,1(T) は、λI − T が半フレドホルム作用素でないような全ての λ の集合として与えられる。ここである作用素が半フレドホルムであるとは、その値域が閉であり、その核あるいは余核が有限次元であることを言う。
2. 第2の本質的スペクトル σess,2(T) は、λI − T の値域が閉でないか、λI − T の核が無限次元であるような全ての λ の集合として与えられる。
3. 第3の本質的スペクトル σess,3(T) は、λI − T がフレドホルム作用素でないような全ての λ の集合として与えられる。ここである作用素がフレドホルムであるとは、その値域が閉であり、その核および余核が有限次元であることを言う。
4. 第4の本質的スペクトル σess,4(T) は、λI − T が指数ゼロのフレドホルム作用素でないような全ての λ の集合として与えられる。ここでフレドホルム作用素の指数とは、その核の次元と余核の次元の差のことを言う。
5. 第5の本質的スペクトル σess,5(T) は、レゾルベント集合 C \ σ(T) と共通部分を持たない C \ σess,1(T) の全ての成分と、σess,1(T) との合併として与えられる。

上のどの定義に対しても、作用素の本質的スペクトルは閉集合である。さらに、
{\displaystyle \sigma _{\mathrm {ess} ,1}(T)\subset \sigma _{\mathrm {ess} ,2}(T)\subset \sigma _{\mathrm {ess} ,3}(T)\subset \sigma _{\mathrm {ess} ,4}(T)\subset \sigma _{\mathrm {ess} ,5}(T)\subset \sigma (T)\subset \mathbf {C} }
が成立するが、どの包含関係も狭義である可能性がある。しかしながら、自己共役作用素に対しては、上の全ての定義に対する本質的スペクトルは一致する。
本質的スペクトルの「半径」を
{\displaystyle r_{\mathrm {ess} ,k}(T)=\max\{|\lambda |:\lambda \in \sigma _{\mathrm {ess} ,k}(T)\}}
で定義する。スペクトルは異なる可能性があるが、その半径は全ての k に対して等しい。
k = 1,2,3,4 に対して、本質的スペクトル σess,k(T) はコンパクトな摂動の下で不変であるが、k = 5 に対してはそのような事実は成立しない。k = 4 の場合は、コンパクトな摂動に独立なスペクトルの部分を与えるものである。すなわち、
{\displaystyle \sigma _{\mathrm {ess} ,4}(T)=\bigcap _{K\in K(X)}\sigma (T+K)}
が成立する。ここで K(X) は X 上の全てのコンパクト作用素の集合を表す。
第2の定義はワイルの条件を一般化したものである。すなわち、σess,2(T) は、特異列が存在しないような全ての λ の集合として与えられる。